# Olympische Sommerspiele 2004/Teilnehmer (Peru)
| Gelbes Symbol für Goldmedaillen mit stilisierten Olympischen Ringen | Graues Symbol für Silbermedaillen mit stilisierten Olympischen Ringen | Braundes Symbol für Bronzemedaillen mit stilisierten Olympischen Ringen |
| ------------------------------------------------------------------- | --------------------------------------------------------------------- | ----------------------------------------------------------------------- |
| —                                                                   | —                                                                     | —                                                                       |

Peru nahm an den Olympischen Sommerspielen 2004 in Athen, Griechenland, mit einer Delegation von zwölf Sportlern (sieben Männer und fünf Frauen) teil.

## Teilnehmer nach Sportarten

### Badminton
- Lorena Blanco
Mixed, Doppel: Qualifikation

### Gewichtheben
- Manuela Rejas
Klasse über 75 kg Frauen: 10. Platz

### Leichtathletik
- Alfredo Deza
Hochsprung Männer: Qualifikation

- Inés Melchor
5000 Meter Frauen: Vorläufe

### Ringen
- Sidney Guzman
Männer Griechisch-römischer Stil, Klasse bis 60 kg (Federgewicht): 15. Platz

### Rudern
- Gustavo Salcedo
Einer Männer: 21. Platz

### Schießen
- Francisco Boza
Trap Männer: 9. Platz
Doppel-Trap Männer: 24. Platz

### Schwimmen
- Juan Pablo Valdivieso
100 Meter Schmetterling Männer: Vorläufe
200 Meter Schmetterling Männer: Vorläufe

- Valeria Silva
100 Meter Brust Frauen: Vorläufe

### Segeln
- Augusto Nicolini
Laser Mixed: 38. Platz

### Tischtennis
- Marisol Espineira
Frauen, Einzel: Qualifikation

### Tennis
- Luis Horna
Einzel Männer: Qualifikation